# Alouettes de Saint-Jérôme
Die Alouettes de Saint-Jérôme waren eine kanadische Eishockeymannschaft aus Saint-Jérôme, Québec. Das Team spielte von 1969 bis 1972 in einer der drei höchsten kanadischen Junioren-Eishockeyligen, der Québec Major Junior Hockey League (QMJHL).

## Geschichte
Die Alouettes de Saint-Jérôme wurden 1969 als Franchise der Québec Major Junior Hockey League gegründet. Sie waren eines der elf Gründungsmitglieder der Liga und gewannen auf Anhieb die West Division, was mit dem Erhalt der Trophée Frank J. Selke honoriert wurde. In den anschließenden Playoffs um die Coupe du Président scheiterte die Mannschaft nach Siegen über National de Rosemont und die Maple Leafs de Verdun in den Finalspielen mit einem Sweep an den Remparts de Québec. An diesen Erfolg konnten die Alouettes in den folgenden Jahren nicht mehr anschließen und verpassten nach dem Erstrundenaus in der Saison 1970/71 die Playoffs in der Saison 1971/72 sogar ganz. Nach drei Jahren wurde das Franchise 1972 wieder aufgelöst.

## Saisonstatistik
Abkürzungen: GP = Spiele, W = Siege, L = Niederlagen, T = Unentschieden, OTL = Niederlagen nach Overtime SOL = Niederlagen nach Shootout, Pts = Punkte, GF = Erzielte Tore, GA = Gegentore, PIM = Strafminuten
| Saison  | GP | W  | L  | T | OTL | SOL | Pts | GF  | GA  | Platz     | Playoffs                       |
| 1969–70 | 56 | 25 | 27 | 4 | 4   | —   | 54  | 261 | 293 | 1., West  | Niederlage im Finale           |
| 1970–71 | 62 | 25 | 36 | 5 | 1   | —   | 51  | 260 | 300 | 7., QMJHL | Niederlage in der ersten Runde |
| 1971–72 | 62 | 16 | 46 | 2 | 0   | —   | 32  | 262 | 422 | 9., QMJHL | nicht qualifiziert             |

## Ehemalige Spieler
Folgende Spieler, die für die Alouettes de Saint-Jérôme aktiv waren, spielten im Laufe ihrer Karriere in der National Hockey League:
| - André Boudrias - Bob Champoux | - Bob Charlebois - Bob Guindon | - Jim Mair - Kevin Morrison | - Jim Niekamp - Dick Sarrazin |

## Team-Rekorde

### Karriererekorde
Spiele: 122  Maurice Desfosses
Tore: 101  Maurice Desfosses
Assists: 108  Maurice Desfosses
Punkte: 209  Maurice Desfosses
Strafminuten: 297  Jean-Denis Royal